# Mystis
Mystis (altgriechisch Μύστις Mýstis, deutsch ‚die Eingeweihte‘, aber auch: ‚die Einweihende‘) war die Amme und Betreuerin des neugeborenen Dionysos.
In der überlieferten antiken Literatur erscheint sie nur in den Dionysiaka des Nonnos von Panopolis. Dort lehrt sie den jungen Dionysos die nächtlichen Riten: Sie schüttelt die Rassel, schlägt die Zimbel, schwingt die Fackel, gürtet sich mit Schlangen und kleidet sich in Rehfelle. Als Spielzeug gibt sie dem jungen Gott die Gegenstände in seinem mystischen Korb.
Nonnos erwähnt auch, dass die Herkunft der Mystis Sidon im heutigen Libanon sei und sie eine Dienerin des (aus Phönizien stammenden) Kadmos sei, die er nach Griechenland mitgebracht habe.
Außerdem ist Mystis der Titel eines verlorenen Stückes des attischen Komödiendichters Antiphanes.